# Droits LGBT au Maroc
Pour un article plus général, voir Minorités sexuelles et de genre au Maroc.
Les personnes lesbiennes, gays, bisexuelles et transgenres (LGBTQ+) au Maroc peuvent faire face à des difficultés légales spécifiques que ne connaissent pas les résidents non-LGBTQ+, compte tenu du fait que les relations homosexuelles tant féminines que masculines y sont illégales. La reconnaissance est dès lors nulle et non avenue, étant donné que les relations sexuelles homosexuelles sont très sévèrement punies par la loi marocaine, et ce en vertu des dispositions de l'article 489 du Code de procédure pénale marocain.

## Loi contre les homosexuels
L'article 489 du code pénal du Maroc criminalise « les actes licencieux ou contre nature avec un individu du même sexe ». L'homosexualité est illégale au Maroc, elle est punissable de 6 mois à 3 ans d'emprisonnement et d'une amende de 120 à 1 200 dirhams. Dans la société marocaine, l'homosexualité reste un tabou, elle est considérée comme immorale. 
Quelques citoyens du Maroc penchent pour une attitude libérale, mais le gouvernement appuyé par l'écrasante majorité des Marocains refuse catégoriquement de modifier la loi.
Selon les calculs de Kifkif, depuis l'indépendance du Maroc en 1956 plus de 5 000 homosexuels, en majorité des hommes, seraient passés devant les tribunaux sous l'accusation d'avoir enfreint l'article 489.
Le 4 mars 2015, Human Rights Watch a relevé qu'une nouvelle fois le Maroc avait eu recours à des aveux extorqués sous la contrainte par la police, et à un procès inéquitable par sa justice, en violation de plusieurs articles de sa constitution votée en 2011, démontrant le peu d'attachement aux libertés individuelles ainsi qu'aux principes de bases de la démocratie.

## Condamnations
La cour de Ksar El Kébir, une petite ville à 120 kilomètres au sud de Tanger, a poursuivi six hommes le 10 décembre 2007 pour violation de l'article 489 du code pénal du Maroc. Cependant, selon les avocats des accusés, les poursuites n'ont pu apporter aucune preuve de conduite interdite de la part des hommes poursuivis.
Le 17 décembre 2007, les hommes ont été gardés en détention depuis leur première arrestation par la police entre les 23 et 25 novembre 2007, après la circulation sur Internet d'une vidéo de soirée privée montrant prétendument ces personnes. Les revues de presse ont prétendu qu'il s'agissait d'un mariage homosexuel. À la suite de ces arrestations, des centaines d'hommes et de femmes ont manifesté dans les rues de Ksar-el-Kebir, pour dénoncer leurs agissements présumés et demander leur châtiment.
Le 14 mai 2014, six Marocains, accusés notamment « d'homosexualité », ont été condamnés par un tribunal de Fqih Bensalah, dans le centre du royaume, à des peines allant jusqu'à trois ans de prison. Ces six personnes avaient été arrêtées à la suite d'une plainte déposée par le père d'un d'eux. Il accusait les cinq autres « d'inciter » son fils « à avoir des comportements déviants ». Devant la pression internationale et l'intention de Human Rights Watch d'intenter une action en justice pour faire reconnaître le caractère anti-constitutionnel de l'article 489 du code pénal, la justice a réduit les peines prononcées et ordonné la libération immédiate des condamnés afin d'être « soignés » car « victimes de la société »,,.
Le 18 septembre 2014, alors qu'il était à un arrêt de bus avec son compagnon marocain rencontré sur Internet, Ray Cole, un britannique de 69 ans, a été arrêté par la police. En utilisant les images contenues dans son téléphone portable et celui de son compagnon, la police a retenu contre eux un délit d'homosexualité. Au bout de plusieurs jours, alors que sa famille était sans nouvelles, le consulat n'ayant pas été prévenu par les autorités et le prévenu n'ayant pas été autorisé à passer un appel, celui-ci a pu, le 4 octobre, grâce au téléphone portable d'un co-détenu, prévenir sa famille. À la suite de la mobilisation de la presse ainsi que de députés britanniques, Ray Cole, qui purgeait une peine de 4 mois de prison à l'issue d'un procès inéquitable, a pu sortir de prison le 7 octobre, son compagnon n'ayant pas pu bénéficier de la liberté. Ray Cole a pu retourner en Angleterre en attendant l'appel de son procès. La mobilisation se poursuit pour obtenir la libération de son compagnon. Les conditions de détention ont été dénoncées pour leur particulière barbarie.
En mars 2016, une nouvelle agression homophobe à Béni Mellal secoue le Maroc. Une vidéo circulant sur les réseaux sociaux montre deux hommes, dénudés, le visage tuméfié et en sang, se faire sauvagement agresser par un groupe de jeunes dans leur propre appartement. Menacés avec une arme blanche, passés à tabac, ils sont traînés dehors nus et blessés. Les deux victimes ont été emprisonnées parce qu'ils étaient homosexuels avant d'être finalement libérés après 26 jours passés en détention. Deux des agresseurs sont condamnés à six et quatre mois de prison ferme, alors que deux autres sont relaxés. 
À Marrakech, le 27 octobre 2016 deux jeunes filles de 16 et 17 ans sont arrêtées pour s'être embrassées dans une maison du quartier Hay Mohammadi,. Ce sont leurs familles qui ont appelé la police. La plus âgée avait été expulsée par ses parents. Il semblerait qu'elles soient conduites à la prison locale de Boulamharaz, une prison pour adultes, au lieu d'un centre pénitentiaire pour mineurs.

## Homophobie et outing
En avril 2020, l'influenceuse transgenre Sofia Taloni de nationalité marocaine mais vivant en Turquie, suivie par plus de 600 000 personnes sur Instagram, lance une campagne de délation afin d'outer les homosexuels marocains, leur lançant : « Vous allez brûler en enfer ». Elle invite en effet ses abonnés à se créer de faux comptes sur des applications de rencontre gays, comme Grindr, et à révéler l'identité de ceux qui s'y trouvent sur les réseaux sociaux.
L'acte interroge, dans la mesure où Sofia Taloni est elle-même issue de la communauté LGBT. Le sociologue Khalid Mouna explique qu'elle « tente de faire subir la même rupture familiale à son groupe en adoptant le discours et les codes de ses propres détracteurs. Cet individu, manifestement instable psychiquement, souhaite isoler les jeunes homosexuels marocains en faisant éclater leur cellule familiale ». 
Le journaliste Hicham Tahir indique qu'il a reçu « une centaine de témoignages de gens qui ont été victimes ou témoins directs de cette campagne ». Certains propriétaires ont éjecté leurs locataires, tandis qu'une personne se serait suicidée. Les associations LGBT marocaines dénoncent cette campagne homophobe. « Outing ou pas, la loi est contre nous » déplore cependant un Marocain, rappelant l'article 489 du Code pénal qui punit « les actes obscènes ou contre nature entre personnes du même sexe ». La police marocaine lance finalement une enquête préliminaire pour « incitation à la haine et à la discrimination ». Le 13 mai, Sofia Taloni finit par s'excuser dans une vidéo mais un doute sur sa sincérité subsiste,. Instagram suspend néanmoins son compte,,.

## Résumé
| Relations homosexuelles | (Amende et jusqu'à 3 ans de prison)                       |
| Majorité sexuelle identique à celle des hétérosexuels                                                                      | No                                                        |
| Interdiction de la discrimination à l'embauche                                                                             | No                                                        |
| Interdiction de la discrimination lors de la fourniture de biens et services                                               | No                                                        |
| Interdiction de la discrimination dans tous les domaines (incluant la discrimination indirecte et l'incitation à la haine) | No                                                        |
| Mariage | No                                                        |
| Reconnaissance des couples de même sexe                                                                                    | No                                                        |
| Adoption de l'enfant du conjoint pour les couples de même sexe                                                             | No                                                        |
| Adoption conjointe dans les couples de personnes de même sexe                                                              | No                                                        |
| Droit pour les personnes homosexuelles de servir dans l’armée                                                              | No                                                        |
| Droit de changer légalement de genre                                                                                       | No                                                        |
| GPA pour les couples d'homosexuels                                                                                         | (Illégal pour tous les couples peu importe l'orientation) |
| Autorisation du don de sang pour les HSH                                                                                   | No                                                        |